# Осина Гора
Осина Гора — деревня в Холмогорском районе Архангельской области.

## География
Находится в центральной части Архангельской области на расстоянии приблизительно 5 км на восток-северо-восток по прямой от районного центра села Холмогоры в центральной части острова Куростров в пойме реки Северная Двина.

## История
В 1859 году здесь (тогда деревни Осина и Гундыревская Холмогорского уезда) было учтено 9 и 2 двора соответственно, в 1905 — 13. До 2022 года входила в Холмогорское сельское поселение до его упразднения.

## Население
Численность населения: 58 и 9 человек в Осиной и Гундыревской соответственно (1859 год), 87 (1905), 10 (русские 100 %) в 2002 году, 0 в 2010.